# Anax concolor
Anax concolor är en trollsländeart som beskrevs av Brauer 1865. Anax concolor ingår i släktet Anax och familjen mosaiktrollsländor. IUCN kategoriserar arten globalt som livskraftig. Inga underarter finns listade i Catalogue of Life.